# Sucre roig

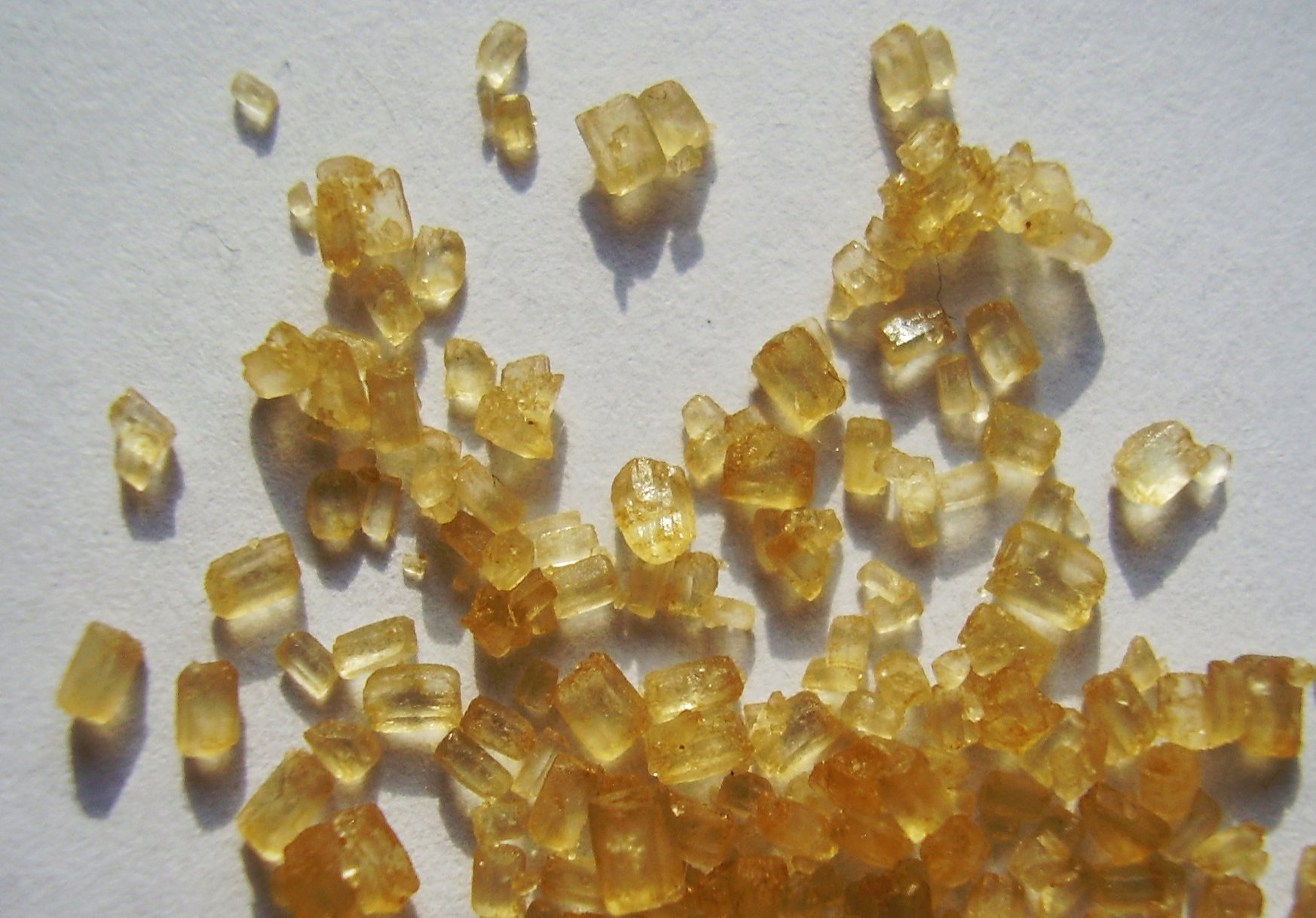
Cristalls de sucre roig.

El sucre roig o ros, bru o negre (dit moreno per castellanisme, i morè per hipercorrecció. sucre bocoi a Menorca) és un sucre de sacarosa que té un color marró característic a causa de la presència de melassa. És un sucre sense refinar o parcialment refinat format per cristalls de sucre amb algun contingut residual de melassa, o produït per l'addició de melassa al sucre blanc refinat.
Depenent del percentatge de melassa existeix el sucre roig clar (3,5%) o fosc (6,5%). El producte és naturalment humit a causa de la naturalesa higroscòpica de la melassa, i pot ser processat per obtenir variants més manejables en els processos industrials. Així mateix, a vegades van acompanyats del suc de la canya, augmentant encara més el seu percentatge d'humitat i coloració.

## Classificació
La diferència bàsica entre els sucres de factoria i de refineria és que els autèntics sucres de factoria conserven més sabor del suc de canya original, incloent aromes verds, frescos i de plantes marines (hexanol, l'acetaldèhid i el sulfur de dimetil). Els dos tipus tenen un aroma apreciable a vinagre (per l'àcid acètic), notes de caramel, mantega, sabors salats i amargs (pels minerals).

Els sucres roigs de factoria desenvolupen un aroma que recorda a la regalèssia, a causa del llarg i lent escalfament dels xarops.

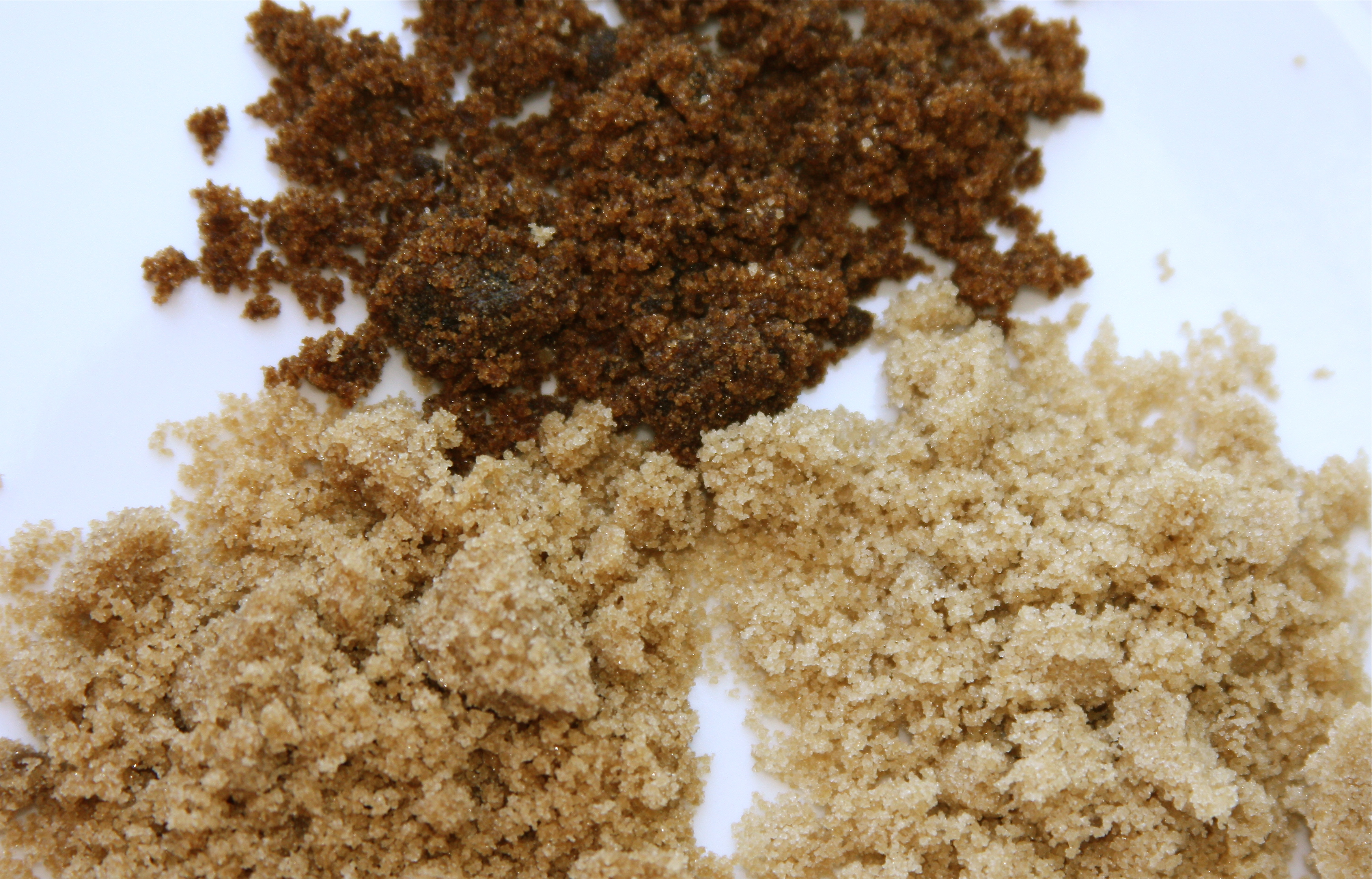
Exemples de sucre: "negre" (a dalt), fosc (esquerra) i clar (dreta).

### Sucres de factoria o integral
El sucre de factoria o integral és aquell obtingut en la primera cristal·lització amb un percentatge de melassa determinat. En aquest grup hi trobem les varietats: Mascabado, Turbinado i Demerara. Cal saber, que segons el nombre de centrifugacions, cristal·litzacions, així com d'addicions posteriors de melasses, es poden obtenir una àmplia gamma de sucres roigs integrals de canya.

### Sucres de refineria
El sucre de refineria, sigui de canya o de remolatxa comercialment és associat al terme "sucre roig" sempre que hi ha coloració. Així doncs, fent referència al significat del mot roig, trobem diferents tipus segons el percentatge de melassa utilitzat per aportar coloració: sucre roig clar (3,5%) o fosc (6,5%). Aquests són la major part de sucres, als quals s' ha aplicat un bany de melassa. Segons el nombre de banys aplicats el seu percentatge d'humitat serà major.
Actualment, hi ha dues maneres de fer sucres roigs de refineria: tornant a dissoldre el sucre cru en algun tipus de xarop i després cristal·litzant-lo perquè retingui una mica de xarop a les superfícies dels seus cristalls, o refinant completament el sucre cru fins a obtenir sucre blanc pur i després recobrint la seva superfície amb una fina pel·lícula de xarop o melassa.
La sacarosa es blanqueja mitjançant la tècnica de decoloració, afegint carboni granular. Després d'absorbir les últimes impureses es filtra per treure el carbó. El procés final de cristal·lització està curosament controlat perquè els vidres tinguin una mida uniforme.
El petit percentatge d'impureses del sucre determina la seva qualitat, així doncs els que tenen un percentatge més alt en impureses solen tenir una tonalitat més fosca o groguenca.

### Suc de la canya de sucre
Generalment, s'associa el suc de la canya en pols al terme "sucre roig integral de la canya", a causa de la semblança amb el sucre, ja sigui per la dolçor o per la pols associada als cristalls.
Cal saber que el suc de canya (panela, raspadura, o rapadura, jaggery, gur) es forma a través de la solidificació i no s'esdevé cap cristal·lització com en el cas dels sucres. Tanmateix, quan es troba en bloc, segons l'Organització de les Nacions Unides per a l'Agricultura i l'Alimentació es pot definir com a sucre de canya no centrífug i com a producte sòlid sense refinar obtingut per l'evaporació del suc de canya de sucre.

## Percentatge d' humitat (%)
Pràctica realitzada pels alumnes del Grau de Ciències Culinàries i Gastronòmiques (CETT-UB-UPC) al Campus d'Alimentació de Torribera.
Amb l'ús d'un psicròmetre es va determinar el percentatge d'humitat dels següents sucres.
| Nom comercial                                 | % Humitat |
| --------------------------------------------- | --------- |
| Sucre roig integral de canya                  | 76,1      |
| Sucre roig integral de canya amb melassa (3%) | 77,1      |
| Panela (Sucre de canya integral)              | 54        |
| Demerara                                      | 67,4      |
| Dark Muscovado                                | 74,5      |
| Molasses                                      | 85        |

## Valors nutricionals
El sucre roig té un contingut calòric lleugerament inferior per pes que el de sucre blanc gràcies a la presència d'aigua. Cent grams de sucre roig contenen 373 quilocalories, davant de les 396 del sucre blanc. No obstant això, el sucre roig s'envasa amb major densitat que el sucre blanc gràcies la menor grandària dels seus vidres, de manera que pot tenir més calories si es mesuren per volum: una cullera de sucre roig té 48 calories, davant de les 45 del sucre blanc.